# Trinity Church, New York
Trinity Church este cea mai veche biserică anglicană (episcopaliană) din New York City, întemeiată în anul 1698.